# Historia del uniforme del Real Zaragoza
Los colores originales del Real Zaragoza desde su fundación y como elemento icónico del club representando la unión de fuerzas como único club de Aragón y Zaragoza, fueron y son, a día de hoy, el azul y el blanco, elegidos por los fundadores del club coincidiendo con los mismos colores de la recién creada Federación Aragonesa de Fútbol, que nació una década antes de la fundación del club. Así, desde 1932, los colores de la elástica blanquilla han permanecido prácticamente invariables en su esencia.

## Evolución del uniforme
Los principales cambios en la indumentaria principal del Real Zaragoza se dieron según esta serie cronológica, coincidiendo con diferentes etapas del club:
| 1932 | 1946 | 1951 | 1961 | 1966 | 1974 | 1980 |

| 1986 | 1993 | 1995 | 2002 | 2008 | 2017 |

## Uniformes históricos
Durante la historia gloriosa del Real Zaragoza el club ha utilizado diferentes indumentarias en sus finales dependiendo de si jugara como local o como visitante. A continuación se muestran las elásticas de los equipos que se proclamaron campeones en dichas finales.
| Campeón de la Copa de Ferias (Camp Nou, 25 de junio de 1964) | 1ª Copa del Rey (Santiago Bernabéu, 5 de julio de 1964) | 2ª Copa del Rey (Santiago Bernabéu, 29 de mayo de 1966) | 3ª Copa del Rey (Vicente Calderón, 26 de abril de 1986) | 4ª Copa del Rey (Vicente Calderón, 20 de abril de 1994) | Campeón de la Recopa (Parque de los Príncipes, 10 de mayo de 1995) | 5ª Copa del Rey (Olímpico de La Cartuja, 30 de junio de 2001) | 6ª Copa del Rey (Olímpico de Montjuïc, 17 de marzo de 2004) | Campeón de la Supercopa de España (Mestalla, 24 de agosto de 2004) |

## Equipaciones habituales
| 1978–1981 |                                   | Ninguno  |
| 1981–1984 | Pikolín                           |          |
| 1984–1986 | Ninguno                           |          |
| 1986–1990 | Balay                             |          |
| 1990–1991 | Balay                             | Mc Yadra |
| 1991–1992 | Pikolín                           | Mc Yadra |
| 1992–1993 | Pikolín                           |          |
| 1993–1995 | Pikolín                           | Puma     |
| 1995–1999 | Pikolín                           |          |
| 1999–2001 | Pikolín                           |          |
| 2001–2003 | Pikolín                           | Kappa    |
| 2003–2005 | Pikolín                           |          |
| 2005–2007 | Expo 2008                         |          |
| 2007      | Expo 2008                         | Mercury  |
| 2007–2008 | Expo 2008                         |          |
| 2008–2009 | Ninguno                           |          |
| 2009–2010 |                                   |          |
| 2010–2012 | Proniño (Fundación de Telefónica) |          |
| 2012–2013 | Proniño (Fundación de Telefónica) | Mercury  |
| 2013–2014 | Ninguno                           | Mercury  |
| 2014–2016 | Caravan Fragancias                | Mercury  |
| 2016–2021 | Caravan Fragancias                |          |
| 2021–2022 | Green Botanic Pharmacie           |          |
| 2022–2023 | Caravan Fragancias                |          |
| 2023–2025 | Caravan Fragancias                |          |

### Patrones de diseño
Durante casi toda su historia, el Zaragoza ha vestido:
- Uniforme titular:
  - Uniforme blanquillo: Camiseta blanca, pantalón azul y medias blancas y azules. Dichos colores fueron elegidos por los fundadores del club coincidiendo con los azul y blanco de la Federación Aragonesa de Fútbol, como símbolo e identidad del equipo de Aragón.
- Uniforme alternativo:
  - Uniforme avispa: Camiseta gualdinegra, pantalón negro y medias gualdinegras. En los últimos años volvió a aparecer el modelo avispa, (camiseta a rayas negras y amarillas y pantalón negro) que vestía el desaparecido Iberia Sport Club, en diversas ocasiones transformado en combinaciones de tonos negros y amarillos, sin respetar el auténtico diseño.
  - Uniforme tomate: Camiseta roja, pantalón azul y medias blancas. Inspirándose en los colores del Zaragoza Club Deportivo y la Real Sociedad Atlética Stadium, conocidos como los tomates.

## Actual equipación
El patrocinador este año es "Caravan Fragancias" y los uniformes con los colores y diseños clásicos que los últimos años ha venido utilizando el equipo, a cargo de la marca deportiva Adidas.
- Uniforme titular: Camiseta blanquilla con borde grueso azul ribeteado en mangas, costados rayados en azul, pantalón azul rayado en blanco (típicas tres rayas de la marca deportiva), y medias blancas con rayado azul en horizontal.
- Uniforme alternativo:  Camiseta gualdinegra, con mangas en negro, pantalón negro con bordes rayados en blanco, medias negras con rayado en amarillo. Homenajea a la tradicional indumentaria avispa del Iberia.

- Tercer uniforme: Camiseta tomate con finamente rayado en amarillo y mangas ribeteadas en amarillo, pantalón con lados rayados en amarillo y medias amarillas con bordes rayados rojos en horizontal. Se inspira en el tradicional uniforme tomate del Zaragoza de 1925 y el Stadium, aunando los colores de Aragón en homenaje a su bandera.

| Uniforme titular | Uniforme alternativo | Tercer uniforme |  |

## Recientes temporadas

### Uniforme titular
| 1932-35   | 1935-39 | 1939-40 | 1940-46 | 1946-51 | 1951-66 | 1966-72 | 1972-77 | 1977-78 | 1978-79 |
| 1979-81   | 1981-87 | 1987-88 | 1988-89 | 1989-90 | 1990-92 | 1992-93 | 1993-94 | 1994-95 | 1995-97 |
| 1997-99   | 1999-01 | 2001-03 | 2003-05 | 2005-06 | 2006-07 | 2007-08 | 2008-10 | 2010-12 | 2012–13 |
| 2013-2014 | 2014-15 | 2015-16 | 2016-17 | 2017–18 | 2018–19 | 2019–20 | 2020–21 | 2021–22 | 2022–23 |
| 2023–24   |         |         |         |         |         |         |         |         |         |